# Aesculus glabra

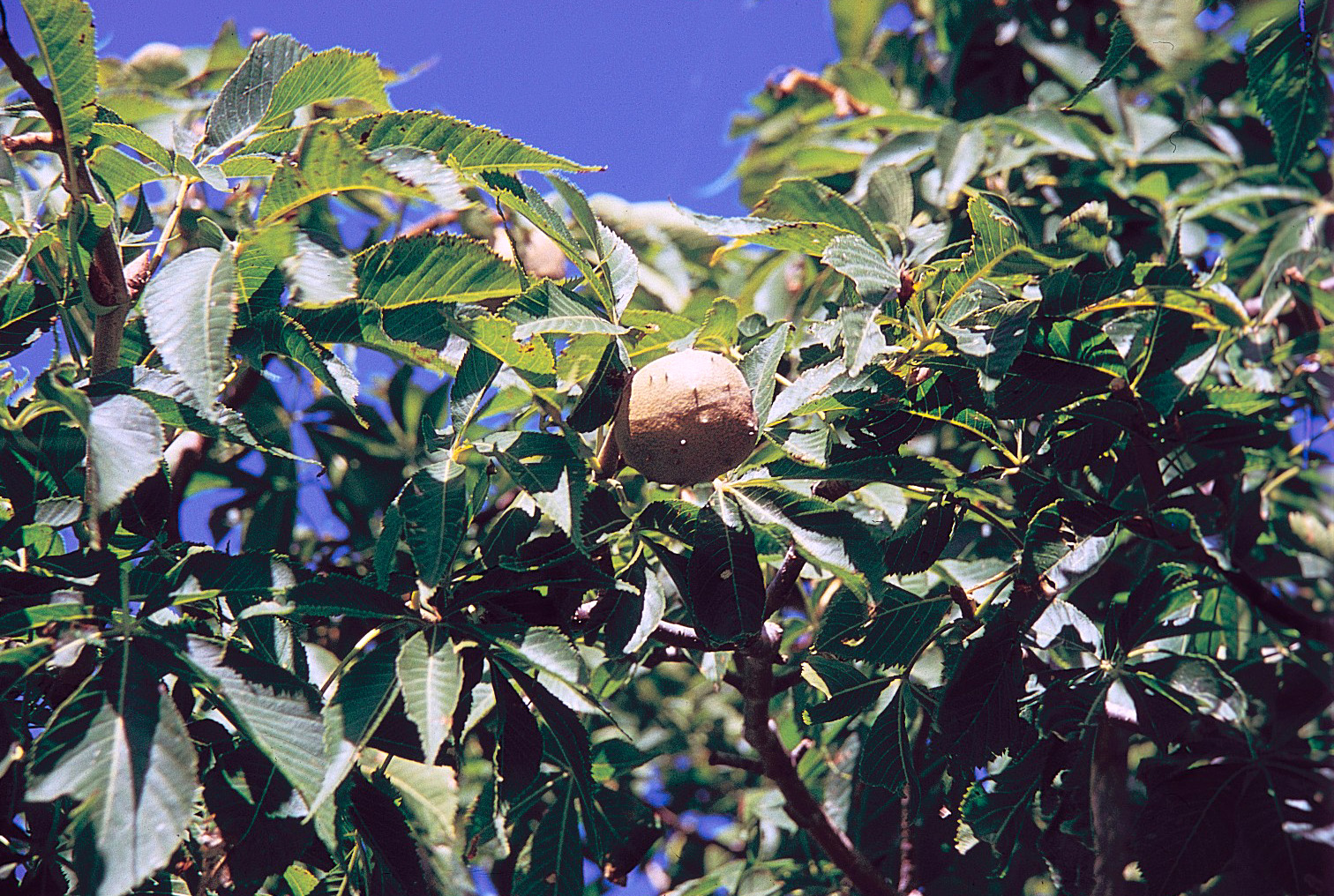
Follaje y fruto.

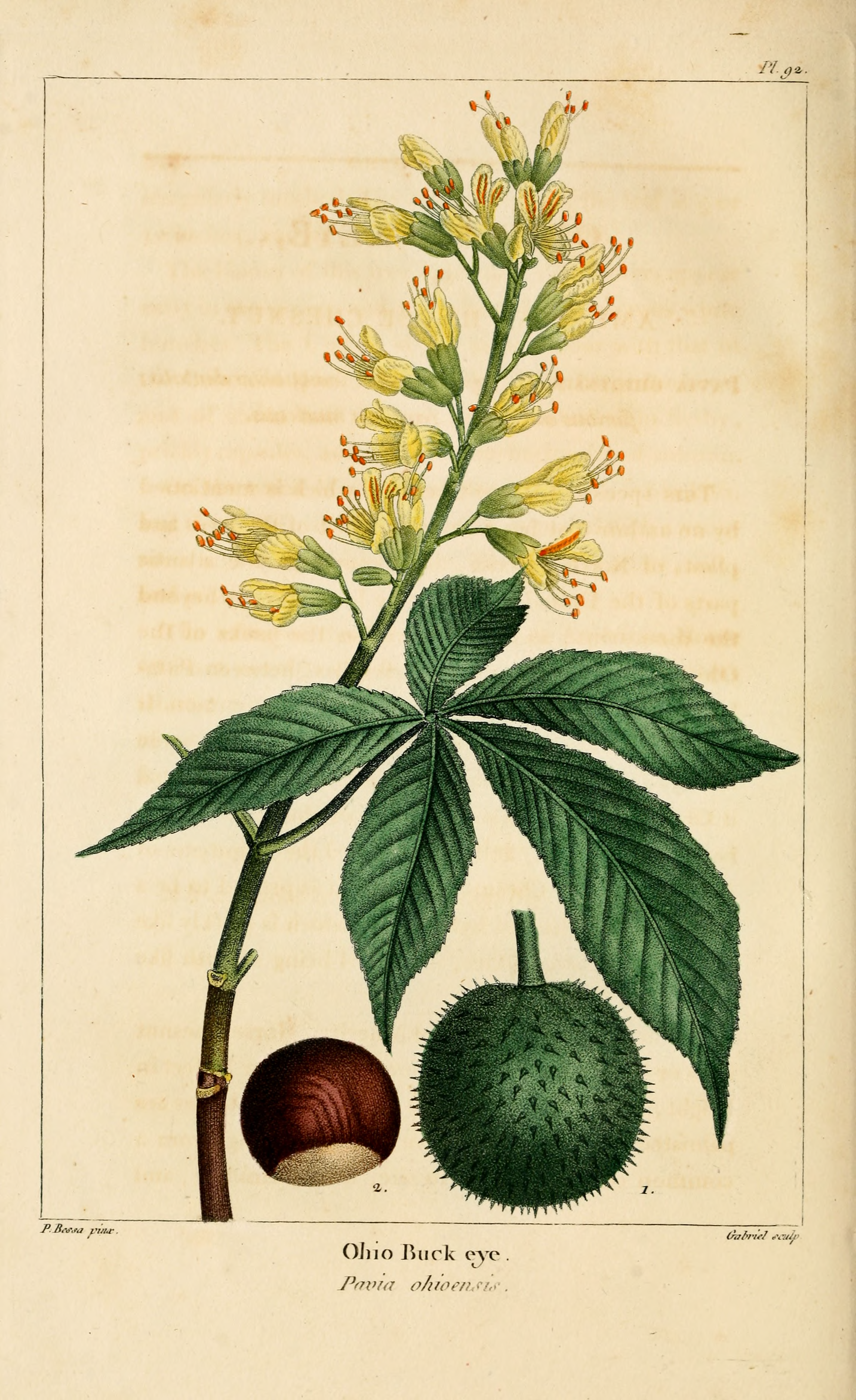
Ilustración

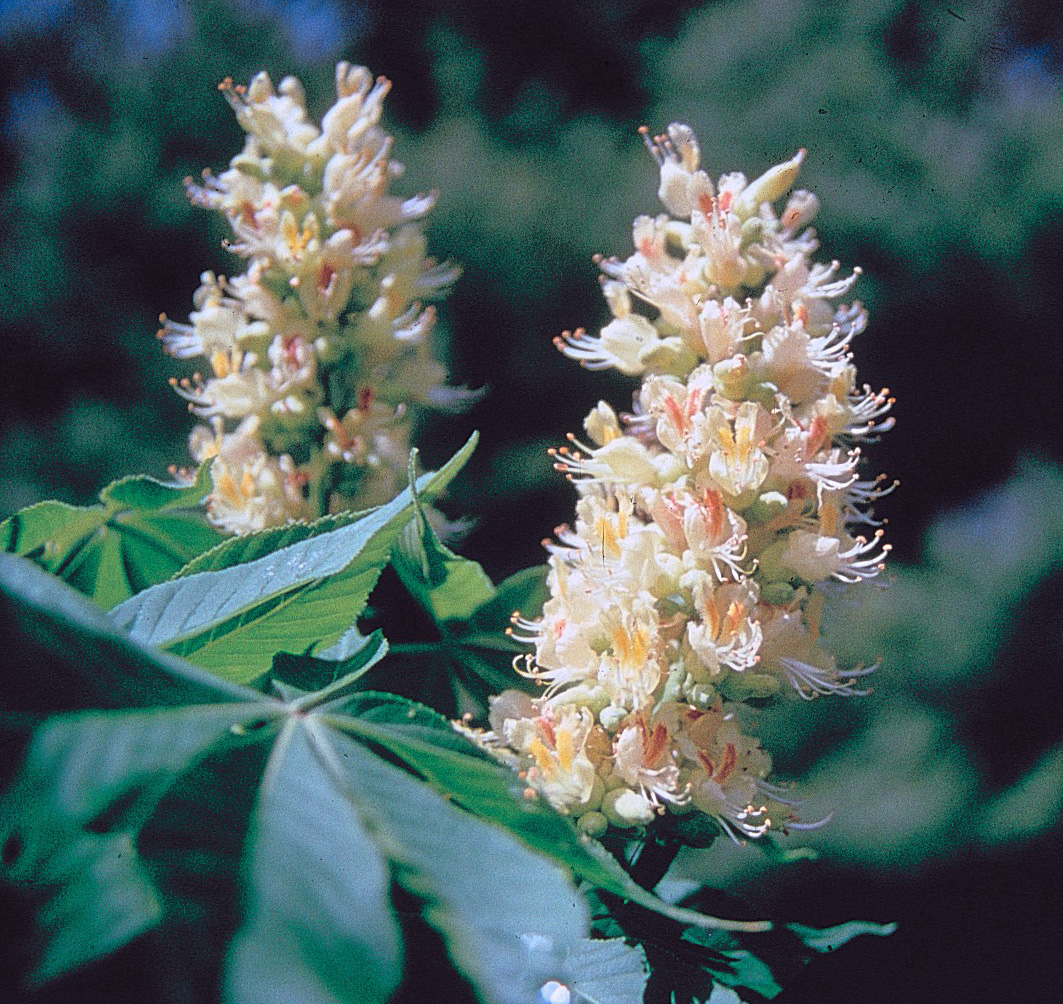
Inflorescencia

el falso castaño de Ohio (Aesculus glabra),  es una especie fanerógama perteneciente a la familia de las Sapindáceas. Es una especie natural de Norteamérica de Pensilvania, Ohio, Nebraska, Texas, Georgia y Ontario.

## Descripción
Es un árbol de hojas caducas que alcanza los 15-25 metros de altura. Las hojas son palmeadas de 8-16 cm de largo. Las flores se agrupan en racimos, son de color verde amarillento y tienen 2-3 cm de largo con los estambres más largos que los pétalos (difiere de la A. flava en que sus estambres son más cortos que los pétalos). El fruto es una cápsula espinosa de 4-5 cm de diámetro que contiene 1-3 semillas de color marrón, parecidas a la nuez.

## Propiedades
Las flores contienen ácido tánico y son venenosas para los seres humanos y el ganado, sin embargo son comidos por la ardillas. Los nativos americanos utilizaban estas propiedades para blanquear los cueros.
Es el árbol oficial de Ohio.

## Taxonomía
Aesculus glabra fue descrita por Carl Ludwig Willdenow y publicado en Enumeratio Plantarum Horti Botanici Berolinensis, . . . 1: 405–406, en el año 1809.
Etimología
Aesculus: nombre genérico latino dado por Linneo en 1753 y 1754, a partir del Latín antiguo aesculus, -i, el roble, lo que es sorprendente, aunque en los numerosos autores de la antigüedad que lo usaron, Plinio el Viejo precisa en su Historia naturalis (16, 11) que es uno de los árboles que producen bellotas ("Glandem, quae proprie intellegitur, ferunt robur, quercus, aesculus, ..." -La bellota propiamente dicha viene del roble, del aesculus, ...) y, quizás de allí proviene la confusión, pues las castañas de india tienen un lejano y superficial parecido con la bellotas por su piel dura y su carne firme y amarillenta.
glabra: epíteto latín que significa "glabra".
Variedades aceptadas
- Aesculus glabra var. arguta (Buckley) Rob.

Sinonimia
| - Aesculus echinata Muhl. - Aesculus glabra var. leucodermis Sarg. - Aesculus glabra var. micrantha Sarg. - Aesculus glabra var. monticola Sarg. - Aesculus glabra f. pallida (Willd.) Fernald - Aesculus glabra var. sargentii Rehder - Aesculus muricata Raf. - Aesculus ochroleuca Raf. - Aesculus ohioensis F.Michx. - Aesculus pallida Willd. - Aesculus rosea Loudon - Aesculus rubella Wender. - Aesculus rubicunda Lodd. - Aesculus rubicunda var. rosea Loudon - Aesculus verrucosa Raf. - Aesculus watsoniana D.Dietr. - Hippocastanum carneum Raf. - Hippocastanum rubicundum Raf. - Isypus ochraceus Raf. - Nebropsis glabra Raf. - Nebropsis muricata Raf. - Nebropsis ochroleuca Raf. - Nebropsis pallida Raf. - Nebropsis verrucosa Raf. - Ozotis trifoliata Raf. - Pavia carnea Spach - Pavia glabra Spach - Pavia pallida Spach - Pavia watsoniana Spach - Pawia glabra Kuntze - Pawia pallida Kuntze - Pawia rubicunda Kuntze |